# 新桥街道 (铜陵市)
新桥街道是中华人民共和国安徽省铜陵市义安区下辖的一个街道办事处。

## 行政区划
新桥街道下辖以下村级行政区划单位：
新桥社区、七0一社区、新建村和合成氨家委会。